# Олександр Костянтинович (князь ростовський)
Олександр Костянтинович († 1404) — князь Ростово-Борисоглібський (1365–1404).

## Життєпис
Син князя Костянтина Васильовича. Князівський престол зайняв в 1365, одразу після смерті свого батька, і продовжив політику останнього до Московії — повна їй покора.
У 1375, за наказом великого князя Московського Дмитра Івановича (Донського), він, в числі інших ростовських князів, брав участь у каральному поході проти Тверського князя Михайла Олександровича, який, будучи переможений, повинен був визнати верховенство Москви.
У 1380 разом зі своїм полком брав участь у Куликовській битві.
Князь Олександр помер у червні (за одними даними 9-го, за іншими — 19-го) 1404, перед смертю прийнявши чернечий чин з ім'ям Андрія.

## Сини
Він мав трьох синів:
- Андрій — князь ростовський;
- Федір — князь ростовський;
- Іван.

## Джерело
- Ростовські та Білозерські удільні князі [Архівовано 11 січня 2022 у Wayback Machine.]
- Олександр Костянтинович (князь ростовський) [Архівовано 23 квітня 2014 у Wayback Machine.]
- Слов'янська енциклопедія. Київська Русь — Московія